# 戸手
戸手（とて）は、神奈川県川崎市幸区の町名。現行行政地名は戸手1丁目から戸手4丁目。1976年（昭和51年）9月15日に住居表示が実施されている。面積は全域で33.3 haである。

## 地理
幸区の東端に位置し、多摩川に面する。一帯は川崎市立御幸中学校を除いて、ほとんどが住宅地となっている。また、第二京浜国道（国道1号）が域内を通過し、南端を府中街道（国道409号）が通っている。
戸手は北端で小向西町・小向町と、東端では多摩川を挟んで東京都大田区西六郷と、南端では幸町や、府中街道を境として河原町・遠藤町・紺屋町と接している（特記のない町域は神奈川県川崎市幸区）。

### 地価
住宅地の地価は2025年（令和7年）1月1日の公示地価によれば戸手3丁目3-4の地点で31万9000円/m²となっている。

## 歴史

### 中世以前
当地の文献での初出は「小田原衆所領役帳」で、小田原北条氏傘下である小机衆の領地となっていることが残されている。

### 江戸時代
江戸時代の当地ははじめ天領であり、一時久世氏領となったものの天領へ戻ったが、徳川家継（有章院殿）の死とともに、その御霊屋料として増上寺へ寄進された。1694年（元禄7年）以降には川崎宿の定助郷が課されていたが、増上寺領となってからは、幕末の元治期に至るまで免除されていた。村高は、正保期の「武蔵田園簿」から、「元禄郷帳」、「天保郷帳」、幕末の「旧高旧領取調帳」を通じて409石1斗あまりであった。
農地としてはほとんどが水田であったが、梨の栽培も行われ、江戸へ出荷されていた。水利としては二ヶ領用水を用いたが、水争いも起きており、特に1771年（明和8年）には、戸手村・古川村・小向村など5村と下流の3村の間で、分水口の数をめぐり争論となっている。元来は1村1堰であったものが、いつしか崩れていきさらに取水が行われた結果の争いであった。

### 明治以降
明治以降、当地は行政上御幸村→川崎市と推移していった。御幸村の役場は当初塚越にあったが、当地に移転した。明治時代には梨の生産が最盛期を迎えたが、大正に入ると周囲の宅地化、そして庭木として植えられたビャクシン属の樹木による赤星病などで衰退していった。その他モモ・イチジクの栽培や養蚕も行われていたが、いずれも大正末までには衰退している。
川崎市となって以降、耕地整理などによって、遠藤町・神明町・紺屋町・河原町・戸手本町というように、戸手から多くの町が分立していった。また、戸手町も分立したが、これは住居表示の実施とともに戸手となった。

### 地名の由来
いくつかの説はあるが、正確なところはわかっていない。
- 「外」を意味する「と」と、方向を意味する「手」の組み合わせ[13]
- 川の蛇行でできた斜面を意味する「取手」から転じた[9]
- 水中につきだした堤防を意味する「突堤」から転じた[9]

### 沿革
- 16世紀後半 - 「小田原衆所領役帳」に戸手の記述が残る。
- 江戸時代はじめ - 当地は天領であった。
- 1664年（寛文4年）- 久世氏領となる[13]。
- 1686年（貞享3年）- 天領に戻る[13]。
- 1717年（享保2年）- 有章院殿御霊屋料として増上寺領となる[14]。
- 1868年（明治元年）- 明治維新。当地は神奈川県所属となる。
- 1874年（明治7年）- 大区小区制の施行により、当地は第4大区第6小区となる[14]。
- 1889年（明治22年）- 町村制施行により御幸村が成立。戸手はその大字となる。
- 1924年（大正13年）- 御幸村・川崎町・大師町の合併で川崎市が成立。当地は川崎市戸手となる。
- 1928年（昭和3年）- 遠藤町・神明町一丁目[19]・紺屋町・河原町が分立[14]。
- 1936年（昭和11年）- 戸手町一丁目・二丁目が分立[18]。
- 1938年（昭和13年）- 神明町二丁目が分立[19]。
- 1951年（昭和26年）- 戸手本町が分立。
- 1967年（昭和42年）- 御幸保健所（現在の幸保健所）が設置される[18]。
- 1971年（昭和46年）- 御幸消防署（現在の幸消防署）が設置される[18]。
- 1972年（昭和47年）- 川崎市が政令指定都市に移行。川崎市幸区戸手となる。
- 1976年（昭和51年）- 戸手町と戸手に住居表示が実施され、戸手1丁目～4丁目となる[14]。戸手町と、大字としての戸手は消滅[18]。
- 1999年（平成11年）8月 - 「弱い熱帯低気圧」による大雨により多摩川が増水し浸水被害が出た。[20]

### 小字
戸手には、以下のような小字が存在した。
甲本田耕地
現在の戸手本町一丁目。
西原耕地
現在の戸手本町二丁目の一部。
西中耕地
現在の戸手本町二丁目・遠藤町の各一部。
紺屋橋耕地
紺屋町の由来となっており、現在は同町と神明町の各一部。
巳遠藤耕地
遠藤町の由来となっており、現在は同町と紺屋町・河原町の各一部。
庚下河原耕地
河原町の由来ともなっており、現在は同町と神明町・遠藤町の各一部。
辛原耕地
現在の戸手3・4丁目、河原町の各一部。
壬原耕地
現在の戸手1～4丁目の一部。
前通耕地
現在の神明町の一部。

## 世帯数と人口
2025年（令和7年）6月30日現在（川崎市発表）の世帯数と人口は以下の通りである。
| 丁目      | 世帯数    | 人口    |
| --------- | --------- | ------- |
| 戸手1丁目 | 407世帯   | 742人   |
| 戸手2丁目 | 569世帯   | 1,143人 |
| 戸手3丁目 | 510世帯   | 1,028人 |
| 戸手4丁目 | 1,845世帯 | 4,221人 |
| 計        | 3,331世帯 | 7,134人 |

### 人口の変遷
国勢調査による人口の推移。
| 年                 | 人口  |
| ------------------ | ----- |
| 1995年（平成7年）  | 4,449 |
| 2000年（平成12年） | 4,249 |
| 2005年（平成17年） | 4,589 |
| 2010年（平成22年） | 5,680 |
| 2015年（平成27年） | 5,877 |
| 2020年（令和2年）  | 6,974 |

### 世帯数の変遷
国勢調査による世帯数の推移。
| 年                 | 世帯数 |
| ------------------ | ------ |
| 1995年（平成7年）  | 1,881  |
| 2000年（平成12年） | 1,825  |
| 2005年（平成17年） | 1,969  |
| 2010年（平成22年） | 2,524  |
| 2015年（平成27年） | 2,476  |
| 2020年（令和2年）  | 2,993  |

## 学区
市立小・中学校に通う場合、学区は以下の通りとなる（2025年4月時点）。
| 丁目      | 番地 | 小学校               | 中学校             |
| --------- | ---- | -------------------- | ------------------ |
| 戸手1丁目 | 全域 | 川崎市立西御幸小学校 | 川崎市立御幸中学校 |
| 戸手2丁目 | 全域 | 川崎市立御幸小学校   | 川崎市立御幸中学校 |
| 戸手3丁目 | 全域 | 川崎市立御幸小学校   | 川崎市立御幸中学校 |
| 戸手4丁目 | 全域 | 川崎市立御幸小学校   | 川崎市立御幸中学校 |

## 事業所
2021年（令和3年）現在の経済センサス調査による事業所数と従業員数は以下の通りである。
| 丁目      | 事業所数  | 従業員数 |
| --------- | --------- | -------- |
| 戸手1丁目 | 35事業所  | 243人    |
| 戸手2丁目 | 31事業所  | 339人    |
| 戸手3丁目 | 14事業所  | 34人     |
| 戸手4丁目 | 21事業所  | 158人    |
| 計        | 101事業所 | 774人    |

### 事業者数の変遷
経済センサスによる事業所数の推移。
| 年                 | 事業者数 |
| ------------------ | -------- |
| 2016年（平成28年） | 101      |
| 2021年（令和3年）  | 101      |

### 従業員数の変遷
経済センサスによる従業員数の推移。
| 年                 | 従業員数 |
| ------------------ | -------- |
| 2016年（平成28年） | 675      |
| 2021年（令和3年）  | 774      |

## 交通

### 路線バス
川崎市交通局・東急バスの2事業者が、府中街道、第二京浜、多摩沿線道路を経由して路線バスを運行している。
- 川崎市バス上平間営業所：川04、川73、川71、川74、川75
- 東急バス荏原営業所：反01
- 東急バス高津営業所：川31、川32、川33、川34

### 道路
- 国道1号（第二京浜国道）
- 国道409号（府中街道）

## 施設
- 幸保健所
- 川崎市消防局幸消防署

### 教育
- 川崎市立御幸中学校

## その他

### 日本郵便
- 郵便番号 : 212-0005[3]（集配局 : 川崎港郵便局[32]）

### 警察
町内の警察の管轄区域は以下の通りである。
| 丁目      | 番・番地等 | 警察署   | 交番・駐在所   |
| --------- | ---------- | -------- | -------------- |
| 戸手1丁目 | 全域       | 幸警察署 | 小向東芝町交番 |
| 戸手2丁目 | 全域       | 幸警察署 | 小向東芝町交番 |
| 戸手3丁目 | 全域       | 幸警察署 | 小向東芝町交番 |
| 戸手4丁目 | 全域       | 幸警察署 | 河原町交番     |